# 恩特普赖斯 (犹他州)
恩特普赖斯（英文：Enterprise），是美国犹他州华盛顿县下属的一座城市。建市于 1902年，面积大约为7.74平方英里（20平方公里），海拔约为5,318英尺（1,621米）。根据2010年美国人口普查，该市有人口1,711人。